# Fabrizio Comencini
Fabrizio Comencini (Garda, 6 novembre 1953) è un politico italiano.

## Biografia
Da giovane universitario aderì ai movimenti tradizionalisti cattolici, successivamente aderì al Movimento Sociale Italiano. Con tale partito venne eletto consigliere regionale in Veneto nel 1985. 
Espulso dal MSI; nel 1990 passa alla Liga Veneta fondata da Franco Rocchetta e Marilena Marin, di cui fu segretario subentrando alla stessa Marin. Nel 1991 la Liga Veneta, insieme alla Lega Lombarda di Umberto Bossi e ad altre leghe regionali, si riunirono a Bergamo e diedero vita alla Lega Nord. Dal 1994 al 1998 fu eletto segretario della Lega Nord-Liga Veneta. Dal 1993 al 2000 fu vicepresidente del Veneto, venendo anche rieletto consigliere regionale nel 1990 e nel 1995. Nell'ottobre 1998, per aver rivendicato "l'autonomia della Liga Veneta", fu espulso dalla Lega Nord con quattro parlamentari e sette consiglieri regionali veneti. Con un congresso straordinario della Liga Veneta fondò la Liga Veneta Repubblica. Nel 2000, con l'Unione Nord-Est e gli Autonomisti per l'Europa di Vito Gnutti e Domenico Comino, si presentò alle elezioni regionali con la lista Veneti d'Europa. Il partito ottenne il 2,7% ma non superò lo sbarramento elettorale del 3%, non ottenendo quindi alcun seggio.
Sempre nel 2000 fu tra i fondatori della Liga Fronte Veneto (fusione tra i Veneti d'Europa e il Fronte Marco Polo di Fabio Padovan); fu eletto Presidente del nuovo partito, di cui rimase presidente (2002 - 2004). Nell'ottobre 2005 fu eletto segretario.
Nelle elezioni politiche del 2001 Comencini e la LFV si sono presentati fuori dai poli in alcuni collegi sia alla Camera che del Senato; in Veneto era candidato anche Giuseppe Segato, uno dei cosiddetti "serenissimi del campanile di Venezia 1997". Nel proporzionale della Camera la Liga ottenne il 2,5%.
Alle consultazioni del 2006 Comencini e la LFV hanno concluso un'alleanza con lo schieramento de L'Unione.
Alle elezioni politiche del 2008 la Liga Veneta Repubblica ha presentato proprie liste autonome in Veneto, ottenendo al Senato, lista regionale, dove era candidato Fabrizio Comencini circa 45.000 voti.
Dal 1999 La Liga Veneta Repubblica-Liga Fronte Veneto fa parte del partito europeo Alleanza Libera Europea, rappresentata al Parlamento Europeo, Fabrizio Comencini fa parte del Bureau politico del Partito europeo ed è uno dei vicepresidenti.
Nel 2015 si candida alle elezioni regionali con Indipendenza Noi Veneto con Zaia nella provincia di Verona, prendendo 328 preferenze, senza risultare eletto.